# Xhanfise Keko
Xhanfise Keko (geb. Xhanfise Çipi; * 27. Januar 1928 in Gjirokastra; † 22. Dezember 2007 in Tirana) war eine albanische Filmregisseurin und Filmeditorin. Zu Lebzeiten galt sie als wichtigste weiblicher Regisseur ihres Landes und war für ihre Kinderfilme bekannt.

## Leben und Werk
Im Jahr 1944 zog Xhanfise Çipi mit 15 Jahren von Gjirokastra nach Tirana. 1947 arbeitete sie als Ticketverkäuferin im Tiranas Cinema Republika. Zwei Jahre später hatte sie eine Stelle im Statistikamt beim Albanian Cinema Entreprise.
Xhanfise Keko studierte als eine von sechs zukünftigen albanischen Filmemachern von 1950 bis 1952 in Moskau Filmschnitt. Von diesen sechs Studenten war sie die einzige Frau. In dieser Gruppe lernte sie auch ihren zukünftigen Mann, Endri Keko, kennen.
Nach ihrer Rückkehr nach Tirana im Jahr 1952 arbeitete sie zunächst als Filmeditorin, was anfänglich ihr Berufswunsch war. Sie schnitt über eine Dauer von 17 Jahren ca. 140 Filme, größtenteils Nachrichtensendungen und Dokumentarfilme. Nachrichtensendungen waren sehr beliebt, daher wandte sich erst Ende der 1950er Jahre die Popularität den Spielfilmen zu. Allerdings blieb das Genre Non-Fiction beständig.
Zu Beginn ihrer Arbeit an Kurzfilmen waren ihre Themen die Freundschaft mit der Sowjetunion, die Beziehung zwischen Albanien und China, die Arbeit der Kollektivfarmen, die militärische Ausbildung und Disziplin, das Handeln im Notfall, Besuche ausländischer Delegationen und Feste zu Ehren der Errungenschaften des Staatssozialismus. Erst in den 1970er Jahren fängt sie an ihre eigene Stimme zu finden. Nach einigen Kurzfilmen war ihr erster Spielfilm als Regisseurin Mimoza llastica (1973).  Zwei wichtige Vorläufer ihrer Arbeit „Tingujt dhe fëmijët“ und „A B C … ZH“ konzentrieren sich auf die Ausbildung in kommunistischen Schulen und zeigen auf eine Anspielung Stratobërdhas Arbeit auf. Seine Filme waren Vorbilder im inhaltlichen und stilistischen Sinne für Kekos Filme. Ihre künstlerische Ausdrucksweise und Themenfindung wurde so beeinflusst.
Sie zählte in den 1950er Jahren zu den Begründern des Filmstudios Kinostudio „Shqipëria e Re“ (deutsch Neues Albanien), das bis zum Sturz des kommunistischen Regimes das einzige Filmstudio Albaniens blieb. Keko übergab bei der Eröffnung am 10. Juli 1952 in Tirana persönlich Enver Hoxha die Schere zum Durchschneiden des Eröffnungsbandes.
1960 wurde Keko erstmals in einigen Dokumenten als Regisseurin genannt. Sie wurde teilweise weiterhin nur als eine Mitarbeiterin aufgeführt, weil ihre Rolle als Regisseurin nicht fest etabliert war, trotz ihrer eigentlichen Beteiligung und Verantwortung.
Zwischen 1973 und 1984 führte sie Regie an zehn Kinderfilmen, womit sie zur Ikone dieses Genres im albanischen Film wurde. Ihre Kinderfilme behandelten sozialistische und patriotische Themen. Zu dieser Zeit war es durchaus schwierig in Albanien, aufgrund der Diktatur, Werke zu veröffentlichen. Jedes Jahr wurde vom albanischen Kulturministerium thematische Linien übermittelt, die alle Kinostudio-Produktionen befolgen mussten. Autoren und Regisseure reichten ihre Werke dem künstlerischen Rat ein, der wiederum die Projekte entschied. Die Zensur war in Albanien damals wichtig. Trotz der staatlichen Zensur konnte Xhanfise Keko ihre Filme veröffentlichen und die Kinderfilm-Produktion vorantreiben. Dabei unterlagen die Kinderfilme einer weniger strengen Zensur. Ihre Filme folgen trotz allem dem pädagogischen Agenda, welche vom Regime des Enver Hoxha, veranlasst wurde. Sie hielt sich nicht strikt an die ideologische Orthodoxie, wie es eigentlich verlangt wurde. Nichtsdestotrotz schaffte Keko ihre Grundsätze in Einklang mit dem Kommunismus zu bringen. Zu dieser Zeitperiode wurden die stärksten Kämpfe vom Staat gegen kriminelle Beamte, Lehrer, Arbeiter und normalen Bürger geführt.
Für ihre Kinderfilme besuchte sie Schulen und wählte persönlich jugendliche unerfahrene Schauspieler aus. Mit ihnen spielte und trainierte sie in ihrem Haus. Ihre Hauptaufgabe in den Filmen war die abstrakten Konzepte, wie moralische Reinheit und Opferbereitschaft, den jungen Zuschauern verständlich zu machen.
Kekos Filme wurden Kindern und Jugendlichen etwa bei Filmnachmittagen der albanischen Pionierorganisation gezeigt, an denen die Filme im Anschluss an die Vorführung aus einer ideologischen Perspektive heraus diskutiert wurden. Der amerikanische Filmwissenschaftler Bruce Williams würdigt Kekos Werk, da sie nicht nur reine Propagandafilme geschaffen habe, sondern mit den oft individualistischen Protagonisten und einem manchmal subversiven Bild von Familie und Staat auch den ideologischen Vorgaben getrotzt habe.
Als ihr bekanntester Film außerhalb Albaniens gilt Beni läuft allein (1975 – Beni ecën vetë), der in den 1980er Jahren auch in der DDR im Kino und Fernsehen gezeigt wurde. In diesem Film lernt ein von seinen Eltern überbehütetes Stadtkind bei einem Aufenthalt bei seinem Onkel auf dem Land Selbstständigkeit und die Wichtigkeit physischer Arbeit. Bekannt ist Keko auch für eine Reihe von Filmen über Kinder als Spione. Im ersten Film der Reihe, Tomka dhe shokët e tij (1977 – Tomka und seine Freunde), spionieren Kinder während der Besetzung Albaniens durch die Nationalsozialisten und helfen dabei, einen Angriff aus dem Hinterhalt zu organisieren, nachdem die Besetzer das Fußballfeld der Kinder zu einem Lager umfunktioniert haben. Die Reihe wurde mit Pas gjurmëve (1978 – Auf der Spur) und Partizani i vogël Velo (1980 – Der kleine Partisan Velo) fortgesetzt.
Ihre Filme wurden zur Zeit des Kommunismus als einige von wenigen albanischen Filmen in westlichen Ländern vertrieben. Mehrfach wurden Filme von Keko auf dem Giffoni-Festival in Salerno in Italien gezeigt. Williams mutmaßt, dies hänge mit der Annahme zusammen, Kinderfilme seien leichter von einem politischen Kontext zu abstrahieren.
Keko wurde 1984, als sie in Pension ging, der Titel „Volkskünstler Albaniens“ zugesprochen. Eine Straße im Stadtteil Xhamlliku Tiranas unweit des ehemaligen Filmstudios ist nach ihr benannt.
Sie war mit dem Regisseur Endri Keko verheiratet. Der Sohn der beiden war Teodor Keko (1958–2002), ein bekannter Schriftsteller. 1959 erschien der Name Xhanfise Keko in keinem Film, mit hoher Wahrscheinlichkeit weil ihr Sohn geboren wurde und sie sich um ihn kümmern musste.
Posthum erschien 2008 ihre Autobiografie Ditët e jetës sime (Die Tage meines Lebens).

## Filmografie (Auswahl)
Regie und Schnitt, wo nicht anders ausgewiesen
- 1949: Festivali folkloristik – Dokumentarfilm
- 1952: Kongresi i 3 i PPSH – Dokumentarfilm
- 1961: Ringjallja – Dokumentarfilm
- 1963: Tregim për njerzit e punës – Dokumentarfilm
- 1966: Miqësi e madhe unitet luftarak – Dokumentarfilm
- 1967: Kalitemi pür mbrojtjen e atdheut – Dokumentarfilm
- 1967: Gra heroike shqiptare përpara – Dokumentarfilm
- 1967: Ato çajnë përpara – Dokumentarfilm
- 1968: Plagë të vjetra – Spielfilm, nur Schnitt
- 1968: Lart flamujt e aksioneve – Dokumentarfilm
- 1968: Kalitemi nepërmjet aksioneve – Dokumentarfilm
- 1969: Nga festivali artistik i fëmijve – Dokumentarfilm
- 1970: Tingujt dhe fëmijët – Dokumentarfilm
- 1971: A B C…. ZH – Kurzspielfilm
- 1972: Kryengritje në pallat – Kurzspielfilm
- 1972: Shkolla tingujt ngjyra – Dokumentarfilm
- 1972: Kongresi i 6 PPSH – Dokumentarfilm
- 1973: Krevati i Perandorit – Kurzspielfilm, nur Schnitt
- 1973: Mimoza llastica – Spielfilm
- 1974: Qyteti më i ri në botë – Spielfilm
- 1975: Beni läuft allein (Beni ecën vetë) – Spielfilm
- 1975: Reportazh nga Tropoja – Dokumentarfilm
- 1975: Për popullin, me popullin – Dokumentarfilm
- 1976: Tingujt e luftës – Spielfilm
- 1976: Malësorët pas komisarëve – Dokumentarfilm
- 1977: Tomka dhe shokët e tij – Spielfilm
- 1978: Pas gjurmëve – Spielfilm
- 1980: Partizani i vogël Velo – Spielfilm
- 1981: Kur po xhirohej një film – Spielfilm, nur Regie
- 1983: Një vonesë e vogël – Spielfilm, nur Regie
- 1985: Taulanti kërkon një motër – Spielfilm, nur Regie